# Alex Baumann
Alex Baumann, född den 9 mars 1985, är en schweizisk bobåkare.
Han tog OS-silver i herrarnas tvåmanna i samband med de olympiska bobtävlingarna 2014 i Sotji.